# Platyhypnidium validum
Platyhypnidium validum är en bladmossart som beskrevs av Ryszard Ochyra 1999. Platyhypnidium validum ingår i släktet Platyhypnidium och familjen Brachytheciaceae. Inga underarter finns listade i Catalogue of Life.